# Juhász István (oboaművész)
Juhász István (Rákospalota, 1928. augusztus 13. – Budapest, 1980. november 30.) magyar oboaművész, zenei rendező.
1950 és 1955 között a budapesti Zeneművészeti Főiskolán tanult, Gáti Zoltán tanítványaként. 1957–58-ban a pécsi Zenei Szakközépiskola oboaoktatója volt. 1958-tól 1959-ig a Fővárosi Operettszínház zenekari tagja. 1960-ban a Magyar Hanglemez Vállalat zenei rendezője lett, ahol haláláig dolgozott.
Vezetésével elkészült nemzetközi nagydíjas hanglemezek:
- Ránki Dezső Chopin-lemeze, 1972
- Lajtha László szimfóniái, 1974
- Liszt késői zongoraművei, 1974